# Gigi Mitre
Giselle Helwe Mitri Giha (Lima, 12 de octubre de 1974), conocida como Gigi Mitre, es una presentadora de televisión y locutora radial peruana de ascendencia palestina. Es imagen de la cadena Willax. En el ámbito de la televisión, después de Magaly Medina, alcanzó notoriedad al participar con Rodrigo González en la conducción de programas de espectáculos en su país.

## Biografía

### Primeros años (hasta 2009)
Gigi Mitre nació el 12 de octubre de 1974 en Perú, bajo el nombre de Giselle Helwe. De padre palestino, supuestamente conocido en la colonia árabe, y madre con ascendencia palestina; sus primeros años estudió en un colegio católico de monjas. Ocasionalmente fue parte de los Académicos en el programa concurso R con erre. En 1993, a la edad de 20 años, Gigi estudió ciencias de la comunicación en la Universidad de Lima hasta 1997, el cuarto año.
En 1998, a sus veinticinco años, se desempeñó como productora de Radio América y copresentó Sin nombre, con Sergio Galliani.
Después de colaborar en Teleamor, en 2002, se desempeñó como conductora y animadora en la segunda versión del programa Utilísimas, de América Televisión, acompañada de Rebeca Escribens y Camucha Negrete.
Tras la salida del programa, entró a la radio estadounidense como locutora de segmentos deportivos por siete años en Boca Ratón. También fue reportera especial para Don Francisco.

### Época como presentadora de televisión (2009-presente)
Fue conductora del programa Hola a todos, entre 2009 y 2012, en el que inició como reportera para un programa de talentos, pasó por elaborar segmentos de entretenimiento y concluyó en la sección de espectáculos.
Posteriormente, compartió la conducción del programa de espectáculos Amor, amor amor con su amigo Rodrigo González desde el 27 de agosto de 2012 hasta diciembre de 2017. Inicialmente como reemplazo temporal de Sofía Franco; consiguió su permanencia un mes después, coincidiendo con su renuncia a la cadena ATV. Se destacó por su caracterización de comentarista en cubrir a celebridades de la farándula local, de estilo juvenil con toques informales. Además, realizó entrevistas, incluyendo a María Antonieta de las Nieves, en la que conllevó problemas por la incomodidad de sus preguntas para ofrecer una posterior disculpa. Su distintiva fue de anunciar las noticias importantes, seguidas con cámaras escondidas o publicaciones de los involucrados, con la palabra, en tono melodramático, «¡fuego!», con ambientación alarmista.
Durante su estadía en Latina, participó en la conducción adicional del programa de talentos La voz kids, en la animación del especial televisado de Corazón Serrano con Magaly Medina, y en un rol secundario junto con Natalia Málaga para la película La paisana Jacinta en búsqueda de Wasaberto. Posteriormente, completó sus estudios en la PUCP.
En 2018 se estrenó para Panamericana Televisión su microprograma de viajes, Escápate con Gigi, cuya temporada no se completó. En ese año, retorna a la conducción, junto con Rodrigo González, del programa farandulero que remplaza a Amor, amor, amor: Válgame Dios, hasta 2019, debido a la renuncia de los conductores por desacuerdos con la gerencia de contenido.
En agosto del 2020 se registró su ingreso a Willax Televisión para que en septiembre del mismo confirmase su contrato. Desde el 14 de septiembre del 2020 se emite en Willax TV el programa Amor y fuego (inicialmente a las 13:30, posteriormente cambiado, el 10 de mayo del 2021, para transmitirse a las 13:50), en el que es presentadora junto con Rodrigo González hasta la actualidad.

## Posturas políticas

### Cuestionamientos a Keiko Fujimori
Dentro del programa Amor y fuego, tomó el papel de entrevistadora en la sección «A puro fuego», en la que participaron algunos candidatos a la presidencia dentro del espacio de farándula. La más conocida fue la realizada a Keiko Fujimori, en que cuestionó el legado de su padre Alberto Fujimori.
En abril de 2022, recomendó a Fujimori abstenerse en nuevas elecciones presidenciales. Además, en junio de ese año, opinó estar a favor de investigarla y, en caso posible, «que la metan presa».

### Oposición contra Pedro Castillo
Durante la emisión del programa de Amor y fuego, Gigi mostró abiertamente su oposición a Pedro Castillo, luego de que el candidato pasara a la segunda vuelta en mayo de 2021, y animó a votar a su rival, Keiko Fujimori, como «mal menor». Meses después, al concluir el mensaje de la nación de Castillo como presidente en octubre de 2021, que confirmó la renuncia de Guido Bellido al cargo de jefe del gabinete ministerial, Rodrigo González y Gigi Mitre aplaudieron la salida de Bellido y expresaron su rechazo contra el fundador del partido oficialista, Perú Libre, Vladimir Cerrón.
Mitre, junto con Gonzáles, participó como manifestante desde Lima durante las protestas de marzo-abril de 2022. Posteriormente, apoyó a las investigaciones contra el gobierno, a raíz de las revelaciones de sus figuras cercanas Zamir Villaverde y Juan Silva, este último emitido inicialmente en Combutters.

### Otras posturas
En 2024, Gigi Mitre criticó a Dina Boluarte, sucesora de Pedro Castillo, por la inacción de su gobierno en la lucha contra la delincuencia.
Al año siguiente, volvió a criticar a Boluarte durante la cobertura que Amor y fuego hizo del asesinato del vocalista de cumbia Paul Flores. El programa dedicó un obituario al vocalista, con una crónica del crimen, y permitió que Mitre y su compañero Rodrigo González hicieran un llamamiento a la implementación de un «plan Bukele».

## Vida personal
Gigi es hermana de la diseñadora de carteras de alta costura Karen Mitre, para la cual participa ocasionalmente como modelo. También es prima hermana del cantante de baladas de los noventa Fahed Mitre.[cita requerida]

## Programas
| Año                             | Programa          | Rol                                  |
| ------------------------------- | ----------------- | ------------------------------------ |
| 2002                            | Utilísima         | Coconductora                         |
| 2002-2004                       | Sábado gigante    | Reportera para Don Francisco         |
| 2009-2012                       | Hola a todos      | Conductora                           |
| 2011-2012                       | Teletón           | Invitada                             |
| 2014                            | Calle 7           | Invitada                             |
| 2015                            | La voz kids       | Coconductora de la segunda temporada |
| 2018                            | Escápate con Gigi | Conductora                           |
| Con Rodrigo «Peluchín» González |                   |                                      |
| Año                             | Programa          | Rol                                  |
| 2012-2017                       | Amor, amor, amor  | Conductora                           |
| 2018-2019                       | Válgame Dios      | Conductora                           |
| 2020-presente                   | Amor y fuego      | Conductora                           |